# Võrsna
Koordinaten: 58° 24′ N, 22° 45′ O
Võrsna (deutsch Würtzen) ist ein Dorf (estnisch küla) auf der größten estnischen Insel Saaremaa. Es gehört zur Landgemeinde Saaremaa (bis 2017: Landgemeinde Valjala) im Kreis Saare.
Das Dorf hat sechs Einwohner (Stand 31. Dezember 2011). Er liegt 23 Kilometer nordöstlich der Inselhauptstadt Kuressaare.

## Persönlichkeiten
Võrsna ist der Geburtsort des Offiziers und Politikers Karl Johann Gustav von Ekesparre (1746–1806) sowie des Schriftstellers Aleksander Antson (1899–1945).